# 阿塞拜疆—以色列关系
阿塞拜疆－以色列关系是指阿塞拜疆共和国和以色列国的外交关系。两国自1992年以来进行了密切合作。阿塞拜疆是少数与以色列发展双边战略和经济关系，且穆斯林占绝大多数的世俗化民主共和国。在会见以色列总理本雅明·内塔尼亚胡时，阿塞拜疆总统伊利哈姆·阿利耶夫赞扬居住在阿塞拜疆的犹太社区在发展两国双边关系上发挥的积极作用。

## 背景
1991年10月18日，阿塞拜疆议会发表了宣言，恢复了阿塞拜疆的独立。两个月之后的1991年12月25日，以色列正式承认阿塞拜疆的独立，成为首批承认阿塞拜疆独立的国家之一。1992年4月7日，以色列与阿塞拜疆建立了外交关系。 
2009年维基解密公布的一份外交备忘录中显示，阿塞拜疆总统伊利哈姆·阿利耶夫曾将阿塞拜疆与以色列的关系比作冰山：“十分之九的部分在地表以下。”
以色列总理在2016年12月访问阿塞拜疆时说：“（以色列）与阿塞拜疆的关系非常密切。这次访问之后，阿塞拜疆会变得更好。”不久后，美国犹太人委员会执行主任约翰·夏皮罗（John M. Shapiro）访问了阿塞拜疆。在招待会上，夏皮罗说，阿塞拜疆、美国和以色列之间的建设性伙伴关系具有重大意义。
阿塞拜疆有大约3万犹太人，他们主要居住在巴库和一个叫Qırmızı Qəsəbə的城镇。高加索犹太人在阿塞拜疆生活了近1500年，他们是波斯犹太人的后裔。在被哈里發國（阿拉伯帝国）征服期间，阿拉伯人在巴库居民区建立了犹太人部落；1730年，犹太人被正式允许居住在巴庫扎根并拥有自己的财产。还有将近5000名阿什肯纳兹犹太人，他们大部分生活在巴库。苏联的第一所犹太人学校于1982年在当时的阿塞拜疆苏维埃社会主义共和国首都巴库开办。
2017年4月是以色列和阿塞拜疆建立外交关系25周年。阿塞拜疆总统伊利哈姆·阿利耶夫致以色列总理本雅明·内塔尼亚胡的贺信中说：

以色列非常自豪成为最早承认独立阿塞拜疆的国家之一。 在四分之一个世纪以来，我们各国在犹太人和阿塞拜疆人民之间真正友谊的基础上建立了牢固的关系。阿塞拜疆是在充满宗教和族裔竞争的地区建立宗教间和多文化和谐的典范。和你们一样，以色列也是一个不稳定地区里稳定和宽容的灯塔。尽管我们面临各种挑战，但我们都成功地创造了繁荣的经济和充满活力、繁荣和寻求和平的社会。

## 近期关系
自1990年代初以来，以色列和阿塞拜疆的关系一直在扩大。战略关系包括在贸易和安全事务、文化和教育交流等方面的合作。1997年8月以色列总理访问巴库后，两国关系进入一个新阶段。自那时起，以色列一直在与阿塞拜疆建立更密切的联系，并帮助阿塞拜疆武装部队现代化。据称，以色列军队是阿塞拜疆的战场航空设施、大炮、反坦克和反步兵武器的主要提供者。
2009年以色列总统西蒙·佩雷斯访问阿塞拜疆后，两国的军事关系进一步扩大，以色列航空防御系统有限公司宣布将在巴库投资建设一座工厂。 
2010年，阿塞拜疆总统伊利哈姆·阿利耶夫颁布了一项法令，禁止在阿塞拜疆的国际机场发放签证。此后，外国人不得不在阿塞拜疆领事馆申请签证。然而，以色列和土耳其是唯一两个公民不受新法律影响的国家。
2016年，以色列国防部长阿维格多·利伯曼支持阿塞拜疆在2016年亚美尼亚–阿塞拜疆冲突中的立场，称阿塞拜疆“非常合理”。此外，利伯曼认为亚美尼亚应为2016年4月挑起的冲突负责。
2016年9月，世界犹太人大会代表团访问了阿塞拜疆，在与阿塞拜疆总统伊利哈姆·阿利耶夫会谈期间，强调了“与犹太社区和以色列的良好关系”。
2016年12月，以色列总理本雅明·内塔尼亚胡对巴库进行正式访问。访问期间，他强调：“以色列和阿塞拜疆之间有着良好的关系和友好关系。”访问期间，内塔尼亚胡到达烈士巷，并向阿塞拜疆英雄表达敬意。他还参观了当地的学校，会见当地的犹太人社区，并在学生面前发表演讲。阿塞拜疆总统伊利哈姆·阿利耶夫和以色列总理本雅明·内塔尼亚胡在新闻发布会中，也对两国的双边合作表示满意。同月，两国签署了关于空中通信的政府间协定。
2017年3月，以色列驻阿塞拜疆特使进行了几次区域访问，以深化经济、农业和旅游领域的经济合作。阿塞拜疆和以色列于2017年4月取消了国家间的双重征税。
本雅明·内塔尼亚胡在2017年9月19日的联合国大会第72届会议中，发表的讲话提到了两国间合作的扩大。
2021年，伊朗宣稱阿塞拜疆允許以色列軍隊在阿塞拜疆－伊朗邊境上行動，阿塞拜疆否認本國邊境有任何外國部隊存在。

## 反恐合作关系
2001年10月，时任阿塞拜疆总统海达尔·阿利耶夫与以色列大使埃坦·纳伊赫举行会晤之后，海达尔·阿利耶夫宣布，两国在打击国际恐怖主义方面的立场是相同的。以色列情报部门帮助收集他们认为是该地区极端主义组织的人类情报。其中一个组织企图毁灭以色列，威胁到耶路撒冷和巴库。该组织被怀疑在阿塞拜疆有数百名成员，其中一些成员被阿塞拜疆当局逮捕和起诉。
2009年5月，两名意图炸毁以色列驻巴库大使馆的真主党激进分子受审。这次爆炸的组织策划是为了报复2008年在叙利亚大马士革发生的暗杀行动。新闻报道表明伊朗也参与了这个计划。
2012年，以色列和阿塞拜疆签署了一项协议，根据该协议，国营以色列航太工业将向阿塞拜疆出售16亿美元的无人机和防空导弹防御系统。

## 贸易关系
以色列和阿塞拜疆之间的经济合作一直在大幅度增长。阿塞拜疆在1990年代初放松对工业和经济自由化的管制，以色列公司进入阿塞拜疆市场。许多公司投资于服务业，例如以色列的主要电信供应商比兹克通过1994年的贸易合同竞标，Bezeq公司购买了电话操作系统的大部分股份。
2000年至2005年期间，以色列从阿塞拜疆的第十大贸易伙伴跃升到第五大。两国于2017年4月取消了国家间的双重征税。以色列驻阿塞拜疆大使说：“若不计入国防和能源领域的合作，2016年两国之间的双边贸易额达到了2.6亿美元。”阿塞拜疆国家海关委员会称，阿塞拜疆和以色列之间的贸易总额在2017年1月至2月达到1.162亿美元，比2016年同期增长17.5%。
阿塞拜疆和以色列在能源领域有着密切合作。根据联合国的统计数据，从1997年到2004年，阿塞拜疆对以色列的出口额从200万美元增加到3.23亿美元。截至2013年，阿塞拜疆有40%的石油从巴库出口到以色列，阿塞拜疆成为以色列最大的石油供应国。在2007年的一次讲话中，以色列驻阿塞拜疆大使 Arthur Lenk 称，在2006年巴库-第比利斯-杰伊汉输油管道启用之前，只有以色列是阿塞拜疆石油出口的主要消费者；而该输油管道的启用，为合作和互利创造了更多的领域。
2016年12月以色列总理本雅明·内塔尼亚胡访问阿塞拜疆期间时说：“今天，我们谈判的不仅是阿塞拜疆石油的供应，而且还包含向以色列进口阿塞拜疆的天然气。”以色列驻阿塞拜疆大使说，以色列考虑加入塔纳普天然气管线计划。